# Wzgórze Gajowickie
Wzgórze Gajowickie (niem. Hardenberg-Hügel, „Kopiec Hardenberga”, wys. 139,7 m n.p.m.) – sztucznie utworzone wzniesienie na osiedlu Gajowice we Wrocławiu. Ukształtowane w latach 1928–1932 jako rekultywacja miejskiego wysypiska śmieci. Znajduje się wzdłuż kolejowej Towarowej Obwodnicy Wrocławia. Jest częścią Promenady Hugo Richtera, będącej istotnym elementem ukształtowania w mieście sieci tras pieszo-rowerowych.

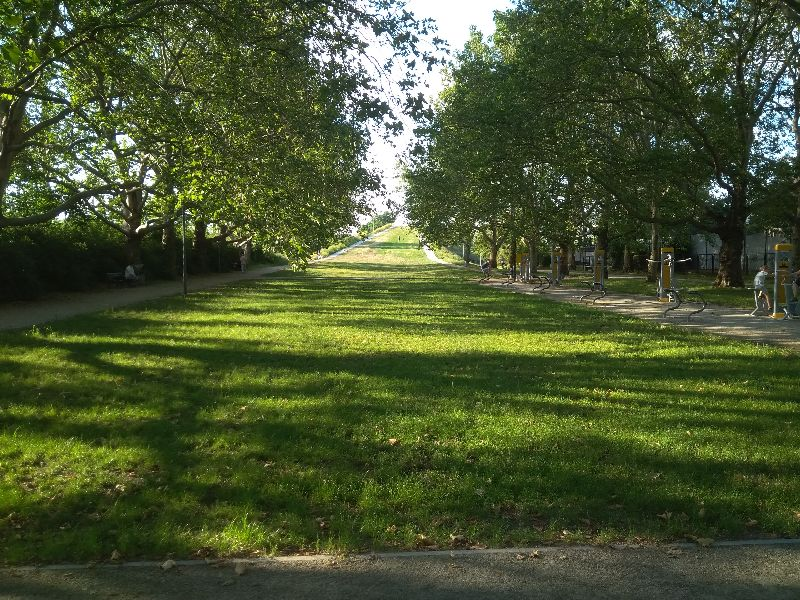
Pafawag jesienią 2019

Wzgórze Gajowickie nazywane jest przez mieszkańców miasta potocznie Górką Pafawag od pobliskiego już nieistniejącego stadionu klubu Pafawag Wrocław, którego patronem była Państwowa Fabryka Wagonów. Niemiecka nazwa wywodzi się od patrona (Karla Augusta von Hardenberga) ulicy, która przy wzgórzu kończyła swój bieg: Hardenbergstrasse (obecna jej nazwa to ul. Bernarda Pretficza).
Początkowo – w pierwszych latach XX wieku – zlokalizowano w tym miejscu, na ówczesnych przedmieściach Wrocławia, wysypisko śmieci. Wysypisko to było czynne w tym miejscu przez piętnaście lat, każdego roku zwożono tu z dwudziestu rewirów miasta około 40 tysięcy metrów sześciennych odpadów komunalnych. Łączna ilość nagromadzonych tu odpadów wynosi ponad 600 tysięcy metrów sześciennych. Plany budowy osiedli domów wielorodzinnych w rejonie Gajowic spowodowały w latach 20. XX wieku zamknięcie wysypiska i poddanie go procesowi rekultywacji. Po przeprowadzonej rekultywacji wzgórze stało się obiektem rekreacyjnym dla mieszkańców południowych osiedli miasta. Zimą wykorzystywane było i jest jako górka saneczkowa.
Założenie tego terenu zieleni było związane z kształtowaniem kompozycji urbanistycznych pobliskich zespołów zabudowy: Grabiszyn (1919-1926) i osiedla nad Kwaśnym Źródłem (1922-1925) oraz Parku Sportowego Grabiszyn (obecnie teren stadionu WKS Śląsk przy ulicy Oporowskiej). Tereny sportowe wraz ze wzgórzem miały stanowić kompleks sportowo-rekreacyjny, uzupełniając program wypoczynkowy dla tej części Wrocławia.
Dzięki wysiłkom okolicznych mieszkańców wraz z Radą Osiedla Gajowice w latach 2016-2020 zrealizowano prace w ramach wrocławskiego budżetu obywatelskiego których celem było przywrócenie miejscu dawnej świetności. Zostały wyremontowane wszystkie alejki spacerowo-rowerowe, teren został oświetlony, jest siłownia terenowa i mały zestaw street workout, ustawiono urządzenia małej architektury - ławki i kosze na śmieci. Zarząd Zieleni Miejskiej posadził na całym obszarze młode drzewa i krzewy. 
Wzgórze Gajowickie ma pełnić funkcję rekreacyjną i służyć do odpoczynku mieszkańcom. Stanowi dobry punkt widokowy, roztacza się stąd panorama Przedgórza Sudeckiego, ale przede wszystkim sąsiednich od Gajowic osiedli Wrocławia.
Dalsze plany związane z tym miejscem to: budowa górskiego podejścia oraz schodów terenowych z siedziskami od strony ulicy Kruczej, dalsze prace związane z rewitalizacją trawników, przebudowa głównego toru saneczkowego na kształt lekko zaokrąglonej rynny. 

## Literatura
- Komm, ich zeige Dir Breslau. Praktisches Wissen von Alt- und Neu-Breslau 2. Heft. Wrocław: J. U. Kern’s Verlag, 1929, s. 53.
- Antoni Wrzosek: Przewodnik po Wrocławiu. Wrocław: Oddział Wrocławski Polskiego Związku Zachodniego, 1948, s. 102.